# Theresienbad

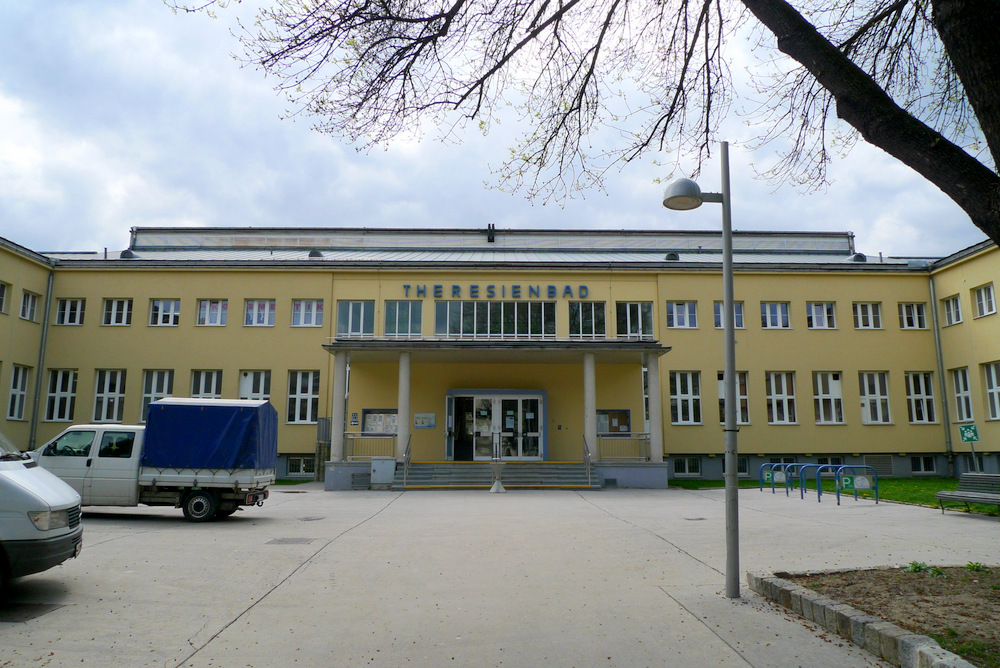
Theresienbad

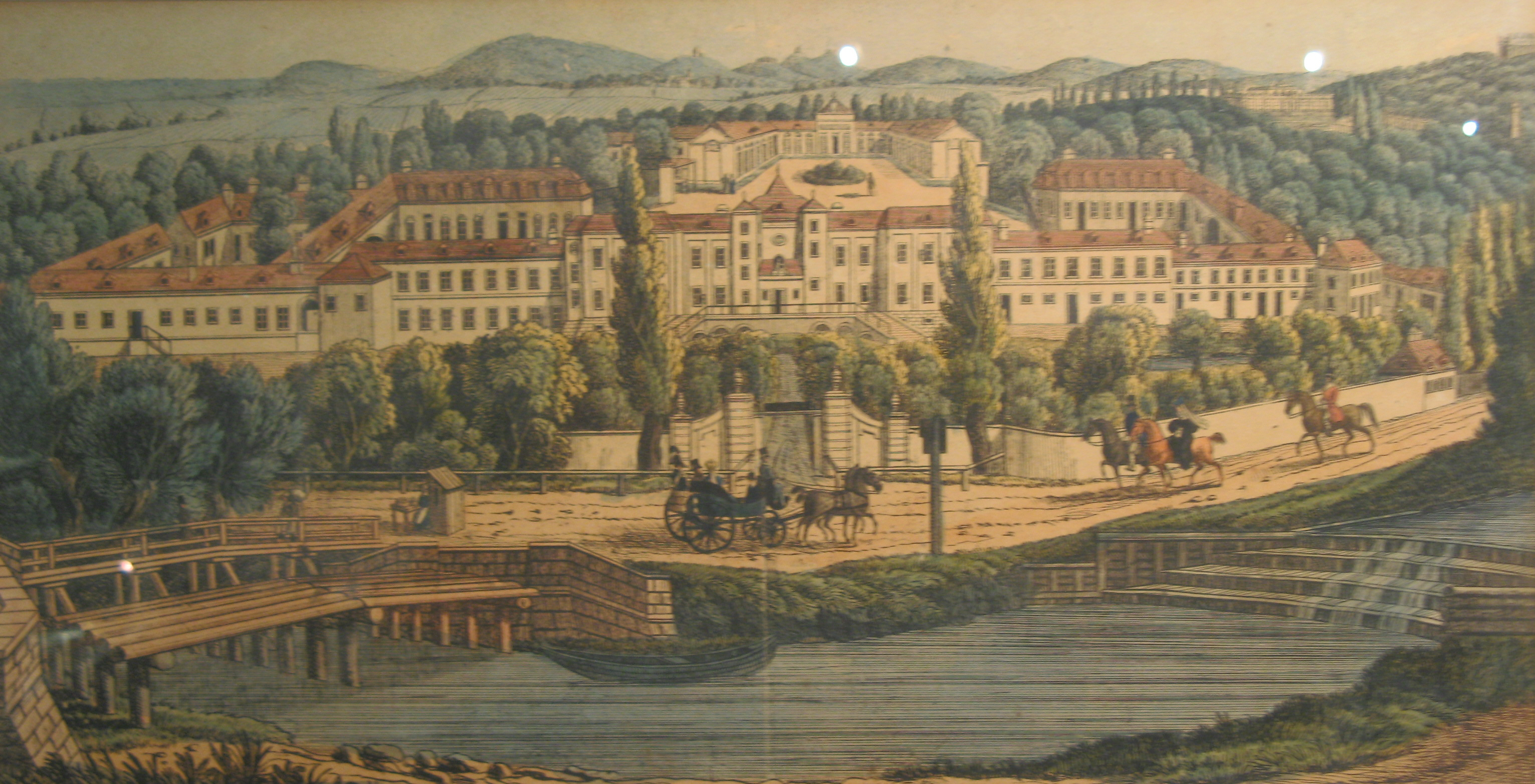
Theresienbad um 1830

Das Theresienbad ist ein städtisches Hallen- und Sommerfreibad der Gemeinde Wien in der Hufelandgasse 3 in Wien-Meidling.
Das Theresienbad umfasst ein Hallenbad mit Sauna, Dampfbad, Wannenbad, Brausebad (wie früher in Volksbädern) und Sprungturm, sowie ein Sommerbad mit vorgewärmtem Wasser, Sportbecken und Kinderbecken. In der Schwimmhalle befinden sich zwei monumentale keramische Mosaike von Carry Hauser zum Thema Badende aus dem Jahr 1964, Rudolf Hausner schuf im Dampfbad 1953 ein Keramikmosaik mit einer antiken Badeszene, Paul Meissner ebenfalls 1953 Triton auf einer Flöte blasend. Vor dem Eingang zum Bad befindet sich eine Bronzeplastik von Oskar Thiede, die einen Schwimmer darstellt, dahinter ein Gedenkstein mit der Geschichte des Bades.

## Geschichte des Bades

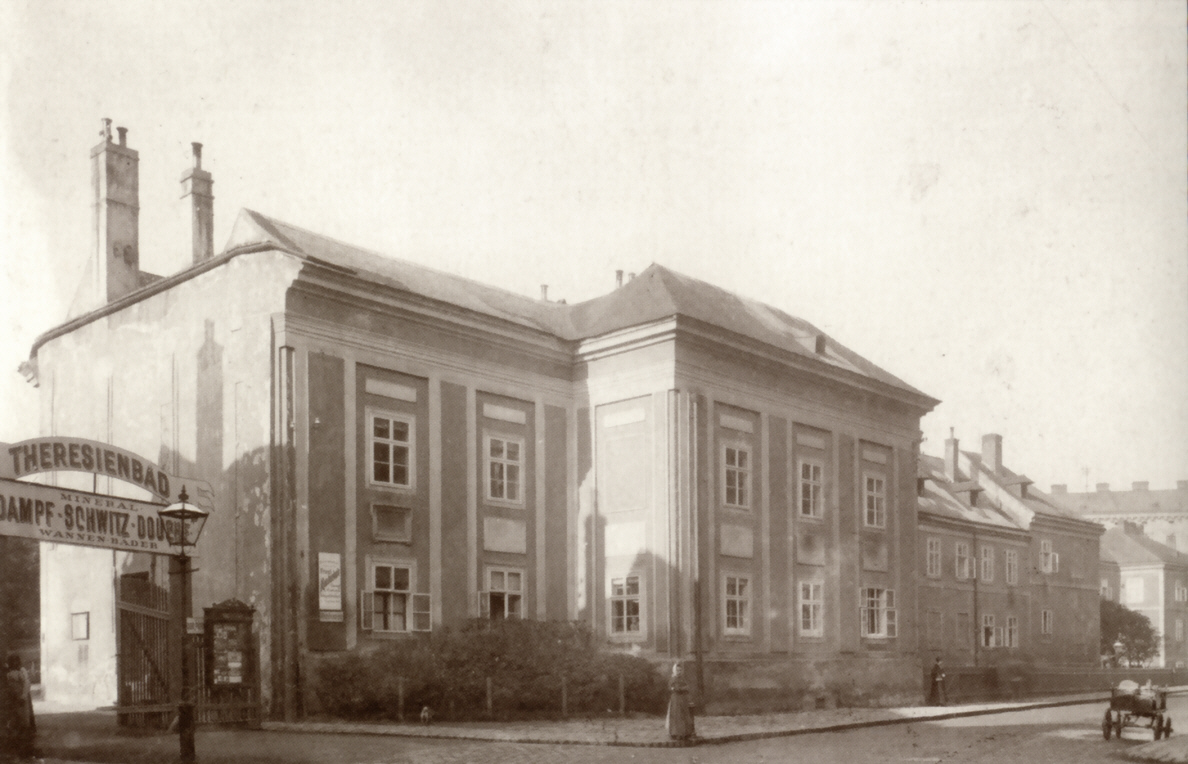
Das alte Theresienbad im Jahr 1900

Das Theresienbad ist wahrscheinlich das älteste bestehende Bad Wiens. Seine Ursprünge reichen bis in die Römerzeit zurück, in der bereits eine Schwefelquelle an dieser Stelle bekannt war. Später wieder in Vergessenheit geraten, befand sich hier ein Gutshof, der so genannte „Niederhoff am Bache“, der sowohl während der ersten (1529) als auch zweiten Türkenbelagerung Wiens (1683) zerstört wurde. Auf dem nunmehr leeren Gelände wurde danach vermutlich durch Alexander von Augustin de Grandi ein Herrensitz errichtet. Zwischen 1693 und 1699 entstand durch den italienischen Baumeister Domenico Martinelli für den nachfolgenden Besitzer, Marchese degli Obizzi, eine Schlossanlage, die bis 1902 bestand: das Meidlinger Schloss. Dieses Gebäude war 1764 durch Maria Theresia angekauft und ihrem Kammerzahlmeister Adam von Mayer geschenkt worden, der gemeinsam mit dem Linzer Fabriksdirektor Franz Paul von Stegner eine Wollzeugfabrik mit Schäferei errichtete. Dieses Unternehmen war nicht erfolgreich und wurde 1772 wieder stillgelegt, nur das Bad wurde weiter betrieben.
Das geknickte Gebäude des ehemaligen Schlosses und späteren Unternehmens reichte von der Meidlinger Hauptstraße bis zur heutigen, damals noch nicht existenten Ruckergasse und zeichnet sich noch heute im Verlauf der Hufelandgasse ab. Das Gerücht, dass Kaiser Joseph I. 1705 am Rande des wildreichen, Gatterhölzl genannten Waldes ein Jagdschloss errichten ließ, ist weder durch Quellen belegbar noch anzunehmen, da doch bereits sein Vater, Kaiser Leopold I. 1695 mit dem Bau des nahegelegenen Schlosses Schönbrunn begann. Schon vorher war nach einigen Besitzerwechseln durch einen neuen Eigentümer, der Abbé Pohl, 1755 im Gartenbrunnen schwefelhaltiges Wasser entdeckt worden. Erzherzogin Maria Theresia kaufte Pohl das Grundstück ab und richtete im Schlossgebäude ein Bad ausschließlich für die kaiserliche Familie ein, die nicht weit von hier in Schönbrunn wohnte. 1782 entdeckte man eine zweite Quelle, die eisenhaltiges Wasser enthielt. Nunmehr wurde das Bad auch für die Wiener zugänglich, und bald erfreute sich das Kurbad bei ihnen großer Beliebtheit.
1822 ließ der damalige Besitzer, Josef Michael Freiherr von Ehrenfels, der sich im Übrigen auch sehr um die Bienen- und Schafzucht verdient gemacht hatte, das Bad von Grund auf erneuern. Der alte Brunnen wurde vertieft und eine neue Badeanstalt im südlich hinter dem Schloss gelegenen Park errichtet, welches vor allem in den beiden ersten Jahrzehnten des 20. Jahrhunderts wegen der enormen Nachfrage massivst ausgebaut wurde und bis zur Zerstörung im Zweiten Weltkrieg bestand.
In Erinnerung an die einstige Besitzerin nannte Ehrenfels die Bade- und Trinkkur-Anstalt Theresienbad. Dies geschah auch um sich von der neuen Konkurrenz, dem 1821 in der Nähe eröffneten Pfannschen Bad, welches ebenfalls schwefelhaltige Quellen nutzte, zu unterscheiden, denn bis dahin war das Theresienbad nur als „Schwefelbad in Meidling“ bekannt. In der Anlage befand sich auch das Meidlinger Theater.

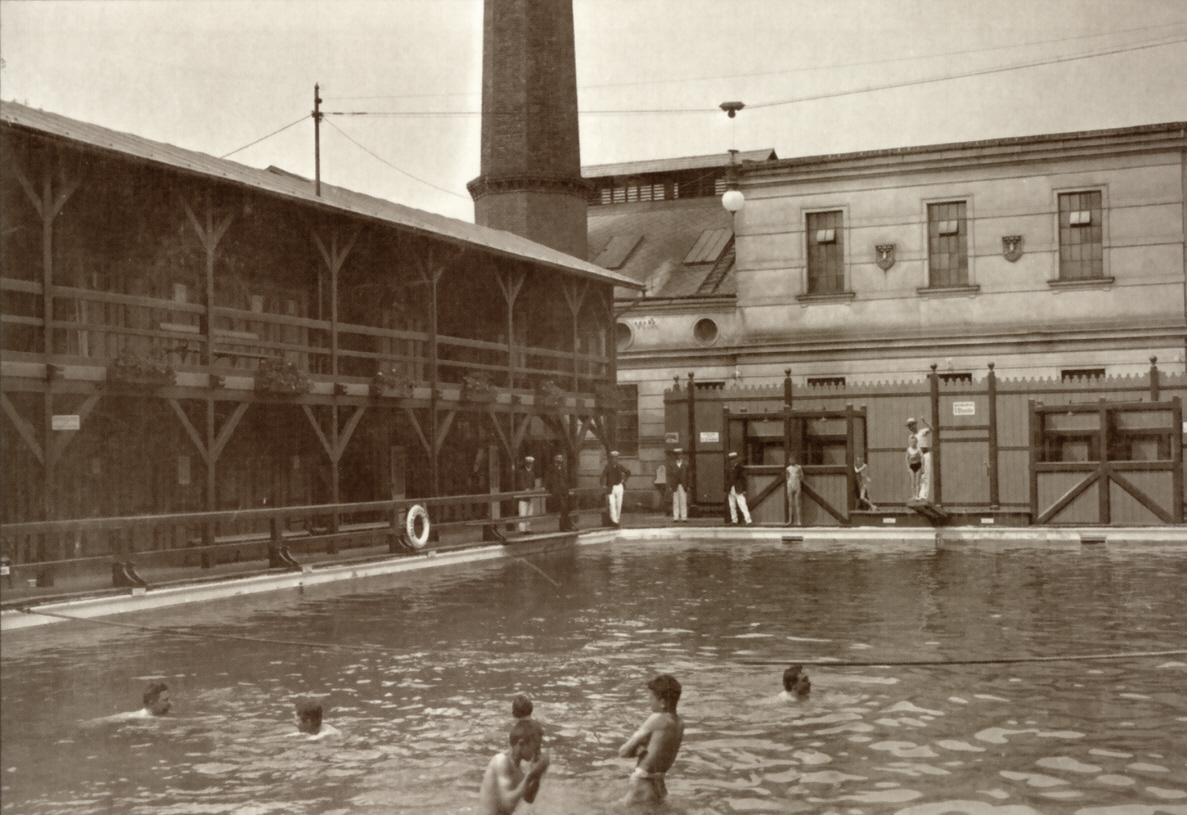
Das neuerrichtete Theresienbad 1902

Nachdem der Ort Meidling in Ober- und Untermeidling geteilt worden war, gehörte das Theresienbad zu Untermeidling. 1890 schließlich wurden die ursprünglich selbständigen Vorstadtgemeinden der Stadt Wien einverleibt. Dadurch kam das Theresienbad, das bisher Untermeidling gehört hatte, in städtischen Besitz.
1902 wurde das Schloss abgerissen. In den Kellern des Schlosses fand man zur allgemeinen Überraschung verliesartige Gewölbe, die an mittelalterliche Kerker erinnerten.
Östlich des Badehauses entstand im selben Jahr ein neues Schwimmbad, das nunmehr nicht mehr durch die Schwefelquelle, sondern durch Trinkwasser aus der I. Wiener Hochquellenwasserleitung gespeist wurde. Außerdem gab es seit 1910 hier Dampf- und Wannenbäder.
Dieses zweite Theresienbad wurde durch Bombentreffer am 23. August und 10. September 1944 völlig zerstört.
Das 1902 eröffnete Sommerbad konnte aber weiterhin mit einer auf die kommende Neuerrichtung des Bades ausgerichteten Liegewiese benutzt werden.
1952 wurde mit dem Wiederaufbau begonnen und 1955 zunächst ein Warmbad, 1956 das Sommerbad nach Plänen des Architekten Theodor Schöll wiedereröffnet. 1963–65 überbaute man das Sommerbad mit einer Halle, sodass eine ganzjährige Nutzung des Schwimmbeckens möglich wurde. Die Anlage wurde 1976 durch ein zusätzliches Sommerbecken erweitert.

## Meidlinger Theater
Nachdem Erzherzogin Maria Theresia das Anwesen übernommen hatte, wurde 1765 die k.k. Wollzeugfabrik als Besserungsanstalt für Mädchen und Frauen in den Schlossräumlichkeiten untergebracht, wozu auch eine große Anzahl an Ställen für die die Wolle liefernden Schafe errichtet wurde. Die Fabrik übersiedelte sieben Jahre später nach Linz. Teile der Stallungen wurden abgerissen, aus dem Rest entstanden die Baderäumlichkeiten, nachdem man sich um 1775 der Schwefelquellen wieder besann. Im Mittelbau des Schlösschens hingegen wurde vor 1806 ein Theater eingebaut. In den Rittersaal des Schlosses, der reich mit Fresken bemalt war, wurden Logen und zwei Galerien eingebaut, wodurch ein Theatersaal für rund 600 Besucher entstand. Dieses Theater wurde aber zunächst nur für gelegentliche Liebhabervorstellungen vor einem geladenen Publikum genutzt.
Als 1822 das neue Theresienbad entstand, wurde auch das Theater in das Areal einbezogen und in ein öffentliches Sommertheater umgewandelt. 1833 übernahm der Schauspieler Louis Groll die Bühne und führte sie zu großem Erfolg. Publikumslieblinge, wie Ferdinand Raimund, Johann Nestroy, Ludwig Anzengruber, Antonie Mansfeld, Josef Matras und andere traten im Meidlinger Theater vor einem begeisterten Publikum auf. Meidling hatte sich in dieser Zeit durch die nahe beieinander gelegenen Einrichtungen des Theresienbades, des Meidlinger Theaters und des Vergnügungsetablissements Tivoli zu einem beliebten Ausflugsziel der Wiener entwickelt.
Doch die Zeiten der Konjunktur änderten sich wieder, und 1874 fand die letzte Theatervorstellung im Meidlinger Theater statt. 1884 wurde der Gebäudeteil, welcher das Theater beherbergte, abgerissen, wodurch endlich ein repräsentativer Eingang zum dahinter gelegenen Theresienbad entstehen konnte.

## Theresienbadpark

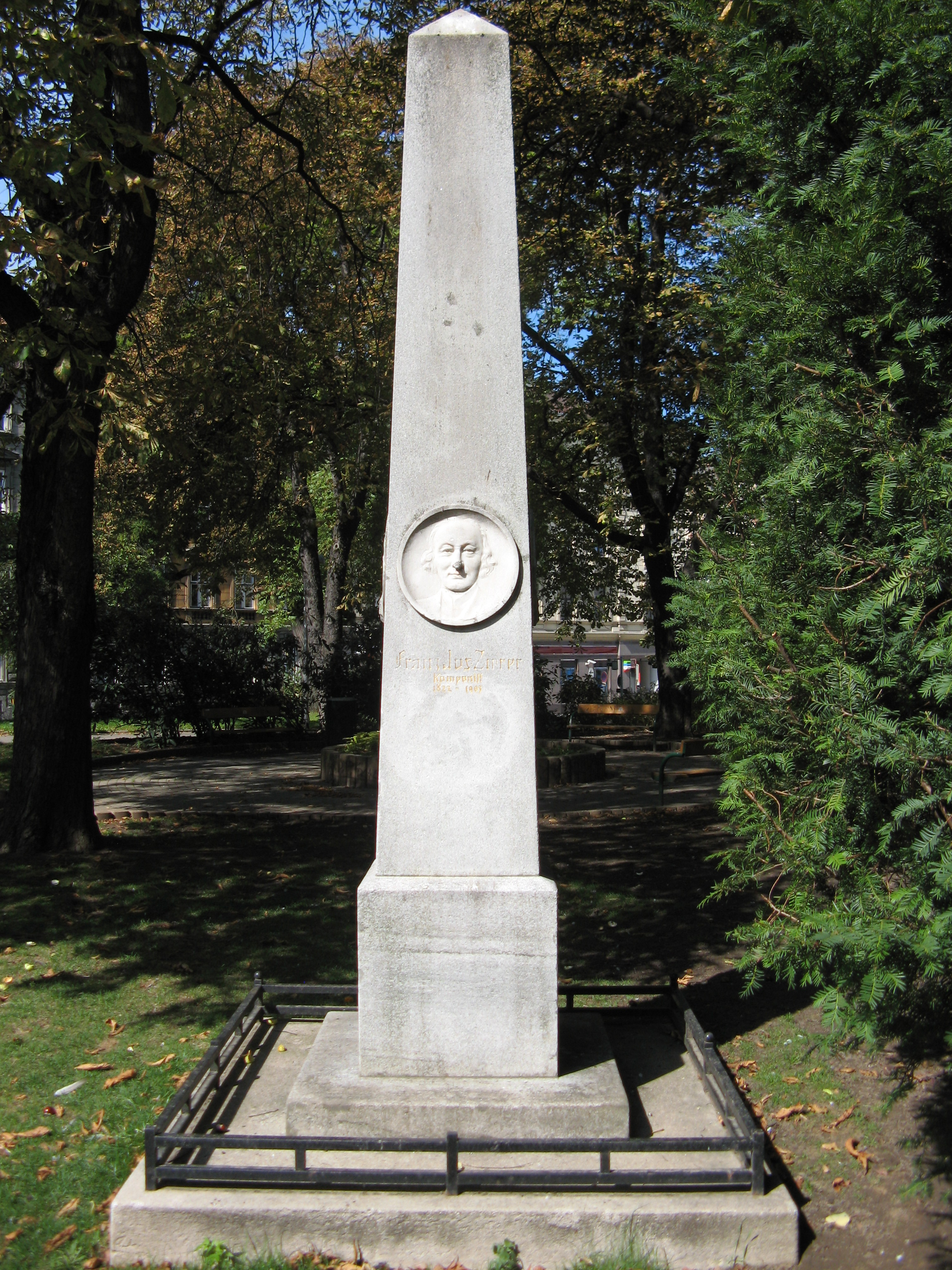
Meidlinger Künstler-Gedenkstein

Vor dem Theresienbad liegt eine kleine Parkanlage, in der sich ein Gedenkstein für den früheren Besitzer des Bades und Pionier des Imkereiwesens, Josef Michael Freiherr von Ehrenfels, befindet. Außerdem wurde 1926 im Park der Meidlinger Künstler-Gedenkstein von Fritz Hänlein errichtet, ein Obelisk, der vier bekannte Künstler aus Meidling mit Bildmedaillons auf jeder der vier Seiten des Obelisken ehrt. Dargestellt sind der Maler Anton Hlavaček, der Musiker Franz Josef Zierer und die Schriftsteller Oskar Pach und Fritz Stüber-Gunther.
Nach dem Theresienbad wurde 1884 die Theresienbadgasse in Wien-Meidling benannt.